# Club Natació Barceloneta
El Club Natació Barceloneta fou un club de natació i waterpolo de la ciutat de Barcelona, al barri de la Barceloneta.

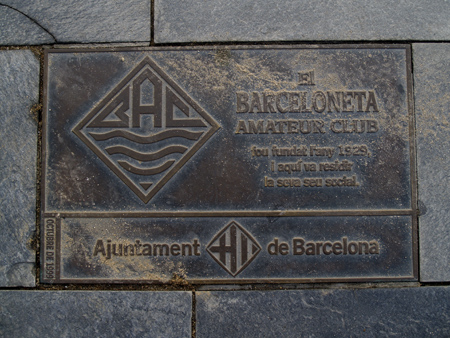
Placa commemorativa que recorda el lloc on va estar durant un temps el Barceloneta Amateur Club.

El club va néixer el dia 4 d'octubre de 1929 amb el nom de Barceloneta Amateur Club, fundat per habitants de la Barceloneta, especialment per obrers de la Maquinista Terrestre i Marítima, amb Alexandre Mustich com a primer president. El 22 de setembre ja havia participat en la IV Travessia del Port de Barcelona, i l'any següent disputà el seu primer partit de waterpolo. Aquests primers anys de l'entitat destacaren nedadors com Celedonio Fernández, campió de Catalunya de 2000 metres mar o Vicenç Olmos, vencedor de la travessia al Port de Barcelona.
L'any 1941 canvià el nom per Club Natación Barceloneta, davant la prohibició d'utilitzar noms que no fossin en castellà.
A partir de 1943 començà la reconstrucció de la seu social del club i un any més tard comença a utilitzar la piscina dels Banys Populars de Barcelona de la Ronda de Sant Pau. Les següents dècades, del club sorgeixen grans campions catalans com Agustí Gumbau, Joan Fortuny o Lolo Ibern.
L'any 1965 es col·locà la primera pedra de la futura piscina coberta del passeig Marítim, una instal·lació molt desitjada per al barri i que havia de provocar la fusió dels dos clubs del barri, el CN Barceloneta i el CN Atlètic. La fusió no es produí i la piscina, inaugurada el 17 de juliol de 1968, fou transferida al Barceloneta per a ser gestionada.
El nivell dels esportistes del club cada cop era més gran. L'any 1969 es produí un fet inesperat. Per primer cop en la història el Club Natació Barcelona va perdre el campionat de Catalunya de waterpolo a mans del Barceloneta. Aquests èxits continuaren durant la dècada de 1970. Aquests anys el Barceloneta guanya tres lligues estatals i dos campionats catalans més.
El 19 de juny de 1992 es va fusionar amb el Club Natació Atlètic per formar el Club Natació Atlètic-Barceloneta.

## Palmarès
Waterpolo masculí
- Lliga espanyola:
  - 1969-70, 1972-73, 1973-74
- Campionat d'Espanya:
  - 1973
- Campionat de Catalunya:
  - 1969, 1973, 1976

## Presidents
Els presidents del club han estat:
- 1929-1939: Alexandre Mustich i Tersol
- 1939-1943: Salvador Espriu i Giralt (comissó gestora)
- 1943-1946: Enric Padró i Tortajada
- 1946-1953: Antoni Bayarri i Ayza
- 1953-1970: Alfons Cánovas i Lapuente
- 1970-1971: Llorenç Chalé i Martínez (accidental)
- 1971-1976: Vicenç Valanzuela i Bàdenas
- 1976-1979: Pere Vila i Roura
- 1980-1986: Jaume Granada i Bayarri
- 1986-1992: Alfons Cánovas i Lapuente